# Toxorhina suttoni
Toxorhina suttoni är en tvåvingeart som beskrevs av Alexander 1936. Toxorhina suttoni ingår i släktet Toxorhina och familjen småharkrankar. Inga underarter finns listade i Catalogue of Life.